# Temporada 1986 de Fórmula 1
La temporada 1986 de Fórmula 1 fue la 37.º temporada del Campeonato Mundial de Fórmula 1 de la historia. Estuvo organizada por la Federación Internacional del Automóvil (FIA). El Campeonato de Pilotos fue ganado por Alain Prost por dos puntos, ante Nigel Mansell, mientras que Williams-Honda ganó el campeonato de constructores. Hubo 16 Grandes Premios a lo largo de la temporada. Prost fue el primer piloto en ganar campeonatos de pilotos consecutivos desde Jack Brabham en 1959 y 1960.

## Resumen de la temporada
El campeonato de 1986 culminó con una batalla entre los pilotos de Williams, Nigel Mansell y Nelson Piquet, y el piloto de McLaren, Alain Prost, en la carrera final, el Gran Premio de Australia. Cerca del final de carrera, el neumático de Mansell explotó y, como resultado, Piquet realizó una parada en boxes a cambiar los neumáticos por precaución, lo que dejó a Prost en soledad para ganar la carrera y su segundo Campeonato de Pilotos consecutivo. Mansell, Piquet y Prost, junto al Lotus de Ayrton Senna, dominaron durante toda la temporada y formaron lo que se denominó como la 'banda de los cuatro'.
Por primera vez, los motores Turboalimentados eran obligatorios debido a la prohibición de los motores de aspiración natural. Esta prohibición se anularía en 1987, en preparación para la prohibición de los turbos a partir de 1989.
Los coches de Fórmula 1 de 1986 son los coches de Gran Premio más potentes de la historia. Todavía no había límites en la potencia del motor, y algunos motores, incluido el potente pero poco confiable motor BMW M12/13 de 1.5 litros turboalimentado de cuatro cilindros utilizado por Benetton, Brabham y Arrows, podían generar más de 1350 caballos de fuerza durante la clasificación; esto sucedería cuando los ingenieros quitaron los limitadores de impulso del motor. La potencia de los motores turboalimentados era tan grande que ni siquiera se pudo medir con precisión hasta años después, cuando la tecnología estaba lo suficientemente avanzada. Las transmisiones especialmente diseñadas tenían que instalarse en el chasis de cada automóvil para sesiones específicas: había motores de calificación (como se describió anteriormente) que tenían una presión de sobrealimentación sin restricciones y cajas de cambios de calificación, diseñadas para soportar la potencia adicional del motor; estos componentes solo durarían alrededor de 3 a 4 minutos (2 a 3 vueltas) durante su uso. Estas unidades de transmisión se retiraron y luego se reemplazaron con motores de refuerzo restringido y cajas de cambios preparadas específicamente para carreras (si se usaba demasiada potencia, los motores estarían tan gastados que la combustión en el motor estallaría a través del bloque debido al inmenso estrés en el metal causado por las temperaturas extremas de las combustiones en los internos del motor, de ahí el apodo de "granada"). Una vista común de estos autos que circulaban por la pista era que las llamas salían rápidamente de sus escapes durante los cambios de marcha o cuando el conductor soltaba el acelerador.[ cita requerida ]
Cuando estos motores turboalimentados se instalaron en los automóviles, el paquete completo pesaba aproximadamente 540 kg (1,190 lb). Para la calificación, la relación potencia / peso fue de aproximadamente 2500 hp / ton + para el Benetton-BMW y 1.850 hp / ton para la versión de carrera del Benetton; en comparación con aproximadamente 1175 hp / tonelada para un automóvil de F1 moderno, y todos los automóviles de Fórmula 1 tenían cajas de cambios manuales con palanca de cambios en ese entonces. Un problema constante para estos nuevos motores turbo que fue algo suavizado (particularmente por Ford y Honda) a lo largo de los años fue el retraso del turbo. En los motores, que estaban turboalimentados mecánicamente, la energía solo se encendía de una vez 2 a 3 segundos después de que el conductor pusiera el pie en el acelerador; por lo general, mediría entre 100 y 300 hp durante los primeros 2-3 segundos y luego el motor iría inmediatamente a la parte superior del rango de potencia (generalmente de 900 a 1000 hp). La naturaleza de estos motores los hacía muy difíciles de conducir; los conductores tenían que anticipar cuándo se conectaría la energía, por lo que pisarían el acelerador mucho antes de lo habitual para encender la energía en el momento adecuado. Esto era similar a lo que había sucedido en las carreras de IndyCar estadounidenses a principios de la década de 1970.
El impulso de los motores a menudo se limitaría al punto en el que solo producirían alrededor de 900-1.000 CV durante la carrera. Los principales fabricantes de automóviles que participaban en la F1 en ese momento, con su dinero y recursos superiores, estaban al frente de la carrera de desarrollo de motores turboalimentados. El V6 de doble turbocompresor de Honda suministrado exclusivamente al equipo Williams ocupaba el segundo lugar después de BMW en potencia general y tenía un poco menos de potencia que los motores alemanes; los motores V6 de doble turbocompresor Ferrari, TAG / Porsche y Renault no eran tan potentes y eficientes como los motores Honda y BMW, y producían entre 25 y 40 caballos de fuerza menos que los motores japoneses y alemanes. El nuevo Ford-Cosworth turboalimentado V6 (un sucesor del omnipresente DFV V8) se fabricó con prisa y, por lo tanto, no tenía suficiente potencia y estaba poco desarrollado; aparentemente tenía 150–200 caballos de fuerza menos que los motores europeos y Honda de marcha delantera; pero el desarrollo continuo significó que este motor mejoró considerablemente en 1987. Los motores Alfa Romeo, Motori Moderni, Zakspeed y Hart, con fondos insuficientes y poco confiables, eran considerablemente menos potentes que cualquiera de los otros. La potencia de los motores de 1980 a 1986 se duplicó. En 1980, el motor más potente era el motor V6 biturbo de Renault, que producía entre 550 y 600 caballos de fuerza; la mayoría de los equipos utilizaban motores Ford-Cosworth DFV V8 de aspiración natural en 1980 que producían entre 480 y 510 caballos de fuerza.
En muchas carreras, particularmente en circuitos de alta velocidad como Imola, Spa-Francorchamps, Hockenheim, Österreichring y Monza, el consumo de combustible siempre fue una preocupación, ya que la FIA redujo la cantidad de combustible permitido de 220 litros en 1984 y 1985 a 195 litros para 1986. Como resultado, el consumo de combustible se convirtió en un problema para la mayoría de los equipos ya que los motores eran un poco más potentes que antes. Hubo muchas carreras en las que varios pilotos se quedaron sin combustible, incluido Alain Prost en Hockenheim., que casi terminó tercero pero se quedó sin combustible a menos de 500 metros de la línea de meta. Trató de empujar su auto golpeado a través de la línea de meta, finalmente nunca lo logró y terminó sexto. Los motores Honda (segundos en potencia después de los motores BMW) tenían la ventaja en el consumo de combustible y la confiabilidad, pero los ingenieros de TAG / Porsche, Renault y BMW pudieron ganar algo de terreno más adelante en la temporada.
El final de la temporada de 1986 vio el retiro de dos ex campeones del mundo, el campeón de 1980 Alan Jones y el campeón de 1982 Keke Rosberg, así como Patrick Tambay. Las carreras de Jacques Laffite y Marc Surer también terminaron durante 1986, ambos por lesiones graves: Laffite en el Gran Premio de Gran Bretaña y Surer en un accidente de rally en Alemania después del Gran Premio de Bélgica. Esta fue la única temporada de F1 para Johnny Dumfries y Allen Berg ; Huub Rothengatter también abandonó la F1 al final de la temporada. Elio de Angelis murió en un accidente de pruebas en el Circuit Paul Ricard después del Gran Premio de Mónaco; siguió siendo el último piloto en morir en la F1 hasta Roland Ratzenberger en el Gran Premio de San Marino de 1994.
El calendario de Fórmula 1 de 1986 incluía el nuevo Gran Premio de Hungría, así como el regreso tanto del Gran Premio de México (celebrado por última vez en 1970) como del Gran Premio de España (celebrado por última vez en 1981). Salieron del calendario los Grandes Premios de Gran Premio de los Países Bajos y Gran Premio de Sudáfrica, así como el Gran Premio de Europa, que se celebra con poca frecuencia.

## Escuderías y pilotos
La siguiente tabla muestra los equipos para la temporada 1986 de Fórmula 1.
Al igual que en años anteriores, nuevamente se mantuvo el sistema de numeración adoptado en la temporada 1974, tomando como parámetros el par numérico "1-2" para el piloto campeón y su escudero, y los resultados del Campeonato de constructores 1973 para designar la numeración de los demás equipos.
Con relación a la temporada anterior, no hubo cambios numéricos en las escuderías de vanguardia, ya que el campeón 1985 Alain Prost continuó ligado a la escudería Marlboro McLaren International, pintando el "1" en el morro de su McLaren MP4/2. En contrapartida, en esta temporada se produjo la baja de los equipos oficiales Renault y Alfa Romeo, quedando la primera ligada a la actividad a través de su programa de provisión de motores. También se produjeron las bajas de los equipos RAM Racing y Spirit Racing, provocando una reasignación de dorsales para las escuderías Minardi, Zakspeed y Haas. En contrapartida a estas salidas, se produjo el debut de la escudería francesa AGS, mientras que el fabricante textil italiano Benetton concretó finalmente su ingreso al campeonato con su equipo propio, tras haber adquirido los activos de la escudería Toleman.  
| Escudería                      | Chasis   | Chasis         | Motor                               | Neu. | N.º | Pilotos            | Rondas      |
| ------------------------------ | -------- | -------------- | ----------------------------------- | ---- | --- | ------------------ | ----------- |
| Marlboro McLaren International | McLaren  | MP4/2C         | TAG (Porsche) TTE PO1 1.5 V6 t      | G    | 1   | Alain Prost        | Todas       |
| Marlboro McLaren International | McLaren  | MP4/2C         | TAG (Porsche) TTE PO1 1.5 V6 t      | G    | 2   | Keke Rosberg       | Todas       |
| Data General Team Tyrrell      | Tyrrell  | 014 015        | Renault EF4B 1.5 V6 t               | G    | 3   | Martin Brundle     | Todas       |
| Data General Team Tyrrell      | Tyrrell  | 014 015        | Renault EF4B 1.5 V6 t               | G    | 4   | Philippe Streiff   | Todas       |
| Canon Williams Honda Team      | Williams | FW11           | Honda RA166E 1.5 V6 t               | G    | 5   | Nigel Mansell      | Todas       |
| Canon Williams Honda Team      | Williams | FW11           | Honda RA166E 1.5 V6 t               | G    | 6   | Nelson Piquet      | Todas       |
| Motor Racing Developments      | Brabham  | BT55           | BMW M12/13/1 1.5 L4 t               | P    | 7   | Riccardo Patrese   | Todas       |
| Motor Racing Developments      | Brabham  | BT55           | BMW M12/13/1 1.5 L4 t               | P    | 8   | Elio de Angelis    | 1-4         |
| Motor Racing Developments      | Brabham  | BT55           | BMW M12/13/1 1.5 L4 t               | P    | 8   | Derek Warwick      | 6-16        |
| John Player Special Team Lotus | Lotus    | 98T            | Renault EF15B 1.5 V6 t              | G    | 11  | Johnny Dumfries    | Todas       |
| John Player Special Team Lotus | Lotus    | 98T            | Renault EF15B 1.5 V6 t              | G    | 12  | Ayrton Senna       | Todas       |
| West Zakspeed Racing           | Zakspeed | 861            | Zakspeed 1500/4 1.5 L4 t            | G    | 14  | Jonathan Palmer    | Todas       |
| West Zakspeed Racing           | Zakspeed | 861            | Zakspeed 1500/4 1.5 L4 t            | G    | 29  | Huub Rothengatter  | 3-16        |
| Team Haas (USA) Ltd.-Lola      | Lola     | THL1           | Hart 415T 1.5 L4 t                  | G    | 15  | Alan Jones         | 1-2         |
| Team Haas (USA) Ltd.-Lola      | Lola     | THL1           | Hart 415T 1.5 L4 t                  | G    | 16  | Patrick Tambay     | 1-3         |
| Team Haas (USA) Ltd.-Lola      | Lola     | THL2           | Ford Cosworth GBA 1.5 V6 t          | G    | 15  | Alan Jones         | 3-16        |
| Team Haas (USA) Ltd.-Lola      | Lola     | THL2           | Ford Cosworth GBA 1.5 V6 t          | G    | 16  | Patrick Tambay     | 4-6, 8-16   |
| Team Haas (USA) Ltd.-Lola      | Lola     | THL2           | Ford Cosworth GBA 1.5 V6 t          | G    | 16  | Eddie Cheever      | 7           |
| Barclay Arrows BMW             | Arrows   | A8 A9          | BMW M12/13 1.5 L4 t                 | G    | 17  | Marc Surer         | 1-5         |
| Barclay Arrows BMW             | Arrows   | A8 A9          | BMW M12/13 1.5 L4 t                 | G    | 17  | Christian Danner   | 7-16        |
| Barclay Arrows BMW             | Arrows   | A8 A9          | BMW M12/13 1.5 L4 t                 | G    | 18  | Thierry Boutsen    | Todas       |
| Benetton Formula Ltd           | Benetton | B186           | BMW M12/13 1.5 L4 t                 | P    | 19  | Teo Fabi           | Todas       |
| Benetton Formula Ltd           | Benetton | B186           | BMW M12/13 1.5 L4 t                 | P    | 20  | Gerhard Berger     | Todas       |
| Osella Squadra Corse           | Osella   | FA1G FA1F FA1H | Alfa Romeo 890T 1.5 V8 t            | P    | 21  | Piercarlo Ghinzani | Todas       |
| Osella Squadra Corse           | Osella   | FA1G FA1F FA1H | Alfa Romeo 890T 1.5 V8 t            | P    | 22  | Christian Danner   | 1-6         |
| Osella Squadra Corse           | Osella   | FA1G FA1F FA1H | Alfa Romeo 890T 1.5 V8 t            | P    | 22  | Allen Berg         | 7-12, 14-16 |
| Osella Squadra Corse           | Osella   | FA1G FA1F FA1H | Alfa Romeo 890T 1.5 V8 t            | P    | 22  | Alex Caffi         | 13          |
| Minardi Motor Moderni          | Minardi  | M185B M186     | Motori Moderni Tipo 615-90 1.5 V6 t | P    | 23  | Andrea de Cesaris  | Todas       |
| Minardi Motor Moderni          | Minardi  | M185B M186     | Motori Moderni Tipo 615-90 1.5 V6 t | P    | 24  | Alessandro Nannini | Todas       |
| Equipe Ligier                  | Ligier   | JS27           | Renault EF4B 1.5 V6 t               | P    | 25  | René Arnoux        | Todas       |
| Equipe Ligier                  | Ligier   | JS27           | Renault EF4B 1.5 V6 t               | P    | 26  | Jacques Laffite    | 1-9         |
| Equipe Ligier                  | Ligier   | JS27           | Renault EF4B 1.5 V6 t               | P    | 26  | Philippe Alliot    | 10-16       |
| Scuderia Ferrari               | Ferrari  | F1/86          | Ferrari 032 1.5 V6 t                | G    | 27  | Michele Alboreto   | Todas       |
| Scuderia Ferrari               | Ferrari  | F1/86          | Ferrari 032 1.5 V6 t                | G    | 28  | Stefan Johansson   | Todas       |
| Team El Charro AGS             | AGS      | JH21C          | Motori Moderni Tipo 615-90 1.5 V6 t | G    | 31  | Ivan Capelli       | 13-14       |

## Resultados
| Ronda | Gran Premio                                | Fecha            | Circuito           | Pole Position | Vuelta rápida  | Piloto ganador | Constructor ganador | Resultados |
| ----- | ------------------------------------------ | ---------------- | ------------------ | ------------- | -------------- | -------------- | ------------------- | ---------- |
| 1     | Gran Premio de Brasil                      | 23 de marzo      | Jacarepaguá        | Ayrton Senna  | Nelson Piquet  | Nelson Piquet  | Williams-Honda      | Resultados |
| 2     | Gran Premio de España                      | 13 de abril      | Jerez              | Ayrton Senna  | Nigel Mansell  | Ayrton Senna   | Lotus-Renault       | Resultados |
| 3     | Gran Premio de San Marino                  | 27 de abril      | Imola              | Ayrton Senna  | Nelson Piquet  | Alain Prost    | McLaren-TAG         | Resultados |
| 4     | Gran Premio de Mónaco                      | 11 de mayo       | Mónaco             | Alain Prost   | Alain Prost    | Alain Prost    | McLaren-TAG         | Resultados |
| 5     | Gran Premio de Bélgica                     | 25 de mayo       | Spa-Francorchamps  | Nelson Piquet | Alain Prost    | Nigel Mansell  | Williams-Honda      | Resultados |
| 6     | Gran Premio de Canadá                      | 15 de junio      | Gilles Villeneuve  | Nigel Mansell | Nelson Piquet  | Nigel Mansell  | Williams-Honda      | Resultados |
| 7     | Gran Premio del este de los Estados Unidos | 22 de junio      | Detroit            | Ayrton Senna  | Nelson Piquet  | Ayrton Senna   | Lotus-Renault       | Resultados |
| 8     | Gran Premio de Francia                     | 6 de julio       | Paul Ricard        | Ayrton Senna  | Nigel Mansell  | Nigel Mansell  | Williams-Honda      | Resultados |
| 9     | Gran Premio de Gran Bretaña                | 13 de julio      | Brands Hatch       | Nelson Piquet | Nigel Mansell  | Nigel Mansell  | Williams-Honda      | Resultados |
| 10    | Gran Premio de Alemania                    | 27 de julio      | Hockenheimring     | Keke Rosberg  | Gerhard Berger | Nelson Piquet  | Williams-Honda      | Resultados |
| 11    | Gran Premio de Hungría                     | 10 de agosto     | Hungaroring        | Ayrton Senna  | Nelson Piquet  | Nelson Piquet  | Williams-Honda      | Resultados |
| 12    | Gran Premio de Austria                     | 17 de agosto     | Österreichring     | Teo Fabi      | Gerhard Berger | Alain Prost    | McLaren-TAG         | Resultados |
| 13    | Gran Premio de Italia                      | 7 de septiembre  | Monza              | Teo Fabi      | Teo Fabi       | Nelson Piquet  | Williams-Honda      | Resultados |
| 14    | Gran Premio de Portugal                    | 21 de septiembre | Estoril            | Ayrton Senna  | Nigel Mansell  | Nigel Mansell  | Williams-Honda      | Resultados |
| 15    | Gran Premio de México                      | 12 de octubre    | Hermanos Rodríguez | Ayrton Senna  | Nelson Piquet  | Gerhard Berger | Benetton-BMW        | Resultados |
| 16    | Gran Premio de Australia                   | 26 de octubre    | Adelaida           | Nigel Mansell | Nelson Piquet  | Alain Prost    | McLaren-TAG         | Resultados |

## Descripción de las carreras

### Pretemporada
La mayoría de los equipos principales cambiaron al menos a un piloto, excepto de Ferrari, que retuvo tanto a Michele Alboreto como a Stefan Johansson. McLaren contrató a Keke Rosberg de Williams para reemplazar al retirado Niki Lauda junto a Alain Prost, mientras que Nelson Piquet dejó Brabham para ocupar el lugar de Rosberg junto a Nigel Mansell en Williams. Ayrton Senna se quedó en Lotus pero bloqueó el reclutamiento de Derek Warwick, el equipo contrató a Johnny Dumfries en su lugar. Riccardo Patrese regresó a Brabham, donde se le unió Elio de Angelis; Gordon Murray produjo para el equipo el inusual BT55, que tenía el motor BMW inclinado para hacer que el automóvil fuera muy bajo y reducir la resistencia aerodinámica. El equipo Haas-Lola se expandió a dos autos con Alan Jones acompañado por Patrick Tambay. Toleman fue adquirida por la empresa de ropa Benetton y renombrada en consecuencia; Gerhard Berger se unió a Teo Fabi, mientras que el equipo también aseguró un suministro de motores BMW. Marc Surer regresó a Arrows para ocupar el lugar de Berger junto a Thierry Boutsen. Habiendo cerrado el equipo de fábrica Renault, gran parte de su personal se trasladó a Ligier, donde Jacques Laffite se unió a su compañero veterano francés René Arnoux. Tyrrell había aterrizado respaldado por Data General y Courtaulds, y dirigía a Martin Brundle y Philippe Streiff. Minardi se expandió a dos autos para Andrea de Cesaris y el recién llegado Alessandro Nannini, mientras que Osella también corrió con dos autos, los Piercarlo Ghinzani y Christian Danner. Zakspeed continuó corriendo con un solo auto, el de Jonathan Palmer.
Poco antes de que comenzara la temporada, Frank Williams se vio involucrado en un accidente de tráfico en Francia que lo dejó en una silla de ruedas. El director técnico y copropietario Patrick Head se vería obligado a dirigir el equipo en todos los departamentos, además de su trabajo de diseño e ingeniería.

### Carrera 1: Brasil
La primera carrera de la temporada fue en Brasil, en el áspero y abrasivo Autódromo Jacarepagua Riocentro, con el calor tropical de Río de Janeiro. Los equipos solían hacer largas sesiones de prueba allí, antes del fin de semana de la carrera. La clasificación resultó con la pole position para Senna, seguido de los dos Williams-Hondas de Nelson Piquet y Nigel Mansell, y de Rene Arnoux y Jacques Laffite en los dos Ligier-Renaults. El sexto en la parrilla fue Michele Alboreto (Ferrari) por delante de Rosberg, Stefan Johansson (Ferrari) y Prost, con Riccardo Patrese completando el top 10 para Brabham.
El día de la carrera fue muy caluroso y húmedo. Al principio, Mansell intentó adelantar a Senna, pero el brasileño defendió su posición y Mansell se fue hacia las barreras. Piquet luego pasó a Senna en la vuelta 3 y tomó la delantera, comenzando a alejarse en un segundo por vuelta; Senna se mantuvo por delante de Arnoux, aunque el francés pronto fue superado por Alboreto. Rosberg era quinto, pero su motor fallaría pronto, lo que terminó dejando a Johansson en esa posición. Prost progresaba rápidamente y en la vuelta 16 ya se había abierto camino por delante de Johansson, Arnoux y Alboreto y estaba tercero. En la vuelta 19, Piquet entró en boxes por neumáticos nuevos y en la vuelta siguiente, Prost superó a Senna para ponerse en cabeza. Senna tenía los neumáticos muy desgastados, por lo cual cedió el liderato con facilidad. Piquet luego atacaría y retomaría el liderato justo antes de que Prost se detuviera a cambiar neumáticos, por lo que la carrera tenía nuevamente a Piquet liderando sobre Senna y Prost. aunque el piloto de McLaren pronto se retiraría con un fallo en el motor. Esto puso a Arnoux tercero, pero estaba muy atrás y tenía a Laffite en la cola, mientras que Dumfries era quinto. El escocés luego tuvo un problema eléctrico y se detuvo. Berger pasó así al quinto lugar. Ambos líderes volvieron a entrar en boxes, pero el orden se mantuvo sin cambios y el nativo de Río, Piquet, ganó la carrera con el nativo de São Paulo, Senna, en segundo lugar, completando un 1-2 brasileño en el Gran Premio de Brasil. Laffite superó a Arnoux por el tercer lugar, mientras que el quinto fue para Brundle, que había superado a un Berger con problemas en las últimas vueltas.

### Carrera 2: España
3 semanas después del Gran Premio de Brasil, volvía el Gran Premio de España. La última vez que se disputó un Gran Premio allí fue en el circuito del Jarama con sede en Madrid, que acogió la carrera en 1981. Pero las autoridades locales de Jerez habían construido un nuevo circuito, por lo que los camiones de F1 se dirigieron al sur de España para el evento. El circuito, ubicado a 1 hora al sur de Sevilla, estaba en un desierto y estaba ubicado en la Costa del Sol, proporcionando un clima muy agradable para el evento. El circuito llano era muy moderno y tenía varias curvas largas.
Al principio, Senna, el poleman, tomó la delantera con Piquet segundo, y con Rosberg y Prost superando rápidamente a Mansell, que partía tercero. El inglés luego comenzó a cargar y fue avanzando gradualmente hacia el segundo lugar, lo que le permitió en la vuelta 39 superar a Senna para tomar la delantera. Mansell luego sacó una ventaja de cuatro segundos que poco a poco le recortaría Ayrton. En la misma vuelta, Piquet se detiene en una nube de humo. Un turbo sobrecalentado acaba de fallar en su Honda V6. Aprovecho esto Prost, que paso a ocupar el tercer lugar. A poco más de 10 vueltas para el final, Senna luchaba por el liderato, pero Mansell se defendía una y otra vez. Senna no iba a ser derrotado y volvió a intentarlo en la horquilla al final de la pista, otra vez sin éxito. Pero tras varias vueltas, logró pasar a Mansell, dado que este decidió parar en boxes a cambiar neumáticos. Esto le permitió al astuto Prost, que observaba como sus dos rivales destrozaban sus neumáticos, colarse al segundo lugar. Con 9 vueltas para el final y 20 segundos de desventaja, Mansell iría a por Prost, descontandole hasta 4 segundos por vuelta, ya que Alain tenía un excesivo desgaste en sus neumáticos. Senna estaba solo un segundo por delante del francés. En solo cinco vueltas Nigel Lograba adelantar a Prost. El piloto de Williams estaba recuperado e iba a por Senna, con solo unas pocas vueltas por dar. El paulista lucha con un violento sobreviraje, y en la última vuelta, tras un feroz ataque de Mansell, logra pasar por línea de meta primero a solo 0.014 segundos del británico. El final más ajustado desde el Gran Premio de Italia de 1971.

## Clasificaciones

### Puntuaciones
| Posición | 1.º | 2.º | 3.º | 4.º | 5.º | 6.º |
| Puntos   | 9   | 6   | 4   | 3   | 2   | 1   |

### Campeonato de Pilotos
| Pos. | Piloto             | BRA | ESP | SMR | MON | BEL | CAN | USE | FRA | GBR | GER | HUN | AUT | ITA | POR | MEX | AUS | Puntos  |
| ---- | ------------------ | --- | --- | --- | --- | --- | --- | --- | --- | --- | --- | --- | --- | --- | --- | --- | --- | ------- |
| 1    | Alain Prost        | Ret | 3   | 1   | 1   | 6   | 2   | 3   | 2   | 3   | 6†  | Ret | 1   | DSQ | 2   | 2   | 1   | 72 (74) |
| 2    | Nigel Mansell      | Ret | 2   | Ret | 4   | 1   | 1   | 5   | 1   | 1   | 3   | 3   | Ret | 2   | 1   | 5   | Ret | 70 (72) |
| 3    | Nelson Piquet      | 1   | Ret | 2   | 7   | Ret | 3   | Ret | 3   | 2   | 1   | 1   | Ret | 1   | 3   | 4   | 2   | 69      |
| 4    | Ayrton Senna       | 2   | 1   | Ret | 3   | 2   | 5   | 1   | Ret | Ret | 2   | 2   | Ret | Ret | 4†  | 3   | Ret | 55      |
| 5    | Stefan Johansson   | Ret | Ret | 4   | 10  | 3   | Ret | Ret | Ret | Ret | 11† | 4   | 3   | 3   | 6   | 12† | 3   | 23      |
| 6    | Keke Rosberg       | Ret | 4   | 5†  | 2   | Ret | 4   | Ret | 4   | Ret | 5†  | Ret | 9†  | 4   | Ret | Ret | Ret | 22      |
| 7    | Gerhard Berger     | 6   | 6   | 3   | Ret | 10  | Ret | Ret | Ret | Ret | 10  | Ret | 7   | 5   | Ret | 1   | Ret | 17      |
| 8    | Jacques Laffite    | 3   | Ret | Ret | 6   | 5   | 7   | 2   | 6   | Ret |     |     |     |     |     |     |     | 14      |
| 9    | Michele Alboreto   | Ret | Ret | 10† | Ret | 4   | 8   | 4   | 8   | Ret | Ret | Ret | 2   | Ret | 5   | Ret | Ret | 14      |
| 10   | René Arnoux        | 4   | Ret | Ret | 5   | Ret | 6   | Ret | 5   | 4   | 4   | Ret | 10  | Ret | 7   | 15† | 7   | 14      |
| 11   | Martin Brundle     | 5   | Ret | 8   | Ret | Ret | 9   | Ret | 10  | 5   | Ret | 6   | Ret | 10  | Ret | 11  | 4   | 8       |
| 12   | Alan Jones         | Ret | Ret | Ret | Ret | 11† | 10  | Ret | Ret | Ret | 9   | Ret | 4   | 6   | Ret | Ret | Ret | 4       |
| 13   | Johnny Dumfries    | 9   | Ret | Ret | DNQ | Ret | Ret | 7   | Ret | 7   | Ret | 5   | Ret | Ret | 9   | Ret | 6   | 3       |
| 14   | Philippe Streiff   | 7   | Ret | Ret | 11  | 12  | 11  | 9   | Ret | 6   | Ret | 8   | Ret | 9   | Ret | Ret | 5†  | 3       |
| 15   | Patrick Tambay     | Ret | 8   | Ret | Ret | Ret | Ret |     | Ret | Ret | 8   | 7   | 5   | Ret | NC  | Ret | NC  | 2       |
| 16   | Teo Fabi           | 10  | 5   | Ret | Ret | 7   | Ret | Ret | Ret | Ret | Ret | Ret | Ret | Ret | 8   | Ret | 10  | 2       |
| 17   | Riccardo Patrese   | Ret | Ret | 6†  | Ret | 8   | Ret | 6   | 7   | Ret | Ret | Ret | Ret | Ret | Ret | 13† | Ret | 2       |
| 18   | Christian Danner   | Ret | Ret | Ret | DNQ | Ret | Ret | Ret | 11  | Ret | Ret | Ret | 6   | 8   | 11  | 9   | Ret | 1       |
| 19   | Philippe Alliot    |     |     |     |     |     |     |     |     |     | Ret | 9   | Ret | Ret | Ret | 6   | 8   | 1       |
| NC   | Thierry Boutsen    | Ret | 7   | 7   | 8   | Ret | Ret | Ret | NC  | NC  | Ret | Ret | Ret | 7   | 10  | 7   | Ret | 0       |
| NC   | Derek Warwick      |     |     |     |     |     | Ret | 10  | 9   | 8   | 7   | Ret | DNS | Ret | Ret | Ret | Ret | 0       |
| NC   | Jonathan Palmer    | Ret | Ret | Ret | 12  | 13  | Ret | 8   | Ret | 9   | Ret | 10  | Ret | Ret | 12  | 10† | 9   | 0       |
| NC   | Huub Rothengatter  |     |     | Ret | DNQ | Ret | 12  | DNS | Ret | Ret | Ret | Ret | 8   | Ret | Ret | DNS | Ret | 0       |
| NC   | Andrea de Cesaris  | Ret | Ret | Ret | DNQ | Ret | Ret | Ret | Ret | Ret | Ret | Ret | Ret | Ret | Ret | 8   | Ret | 0       |
| NC   | Elio de Angelis    | 8   | Ret | Ret | Ret |     |     |     |     |     |     |     |     |     |     |     |     | 0       |
| NC   | Marc Surer         | Ret | Ret | 9   | 9   | 9   |     |     |     |     |     |     |     |     |     |     |     | 0       |
| NC   | Piercarlo Ghinzani | Ret | Ret | Ret | DNQ | Ret | Ret | Ret | Ret | Ret | Ret | Ret | 11  | Ret | Ret | Ret | Ret | 0       |
| NC   | Allen Berg         |     |     |     |     |     |     | Ret | Ret | Ret | 12  | Ret | Ret |     | 13  | 16  | NC  | 0       |
| NC   | Alessandro Nannini | Ret | Ret | Ret | DNQ | Ret | Ret | Ret | Ret | Ret | Ret | Ret | Ret | Ret | NC  | 14  | Ret | 0       |
| NC   | Alex Caffi         |     |     |     |     |     |     |     |     |     |     |     |     | NC  |     |     |     | 0       |
| NC   | Ivan Capelli       |     |     |     |     |     |     |     |     |     |     |     |     | Ret | Ret |     |     | 0       |
| NC   | Eddie Cheever      |     |     |     |     |     |     | Ret |     |     |     |     |     |     |     |     |     | 0       |
| Pos. | Piloto             | BRA | ESP | SMR | MON | BEL | CAN | USE | FRA | GBR | GER | HUN | AUT | ITA | POR | MEX | AUS | Puntos  |

| Color      | Resultado                          |
| ---------- | ---------------------------------- |
| Oro        | Ganador                            |
| Plata      | 2.º puesto                         |
| Bronce     | 3.er puesto                        |
| Verde      | Finalizó en los puntos             |
| Azul       | Finalizó sin puntos                |
| Azul       | NC - No clasificado                |
| Violeta    | Ret - No terminó                   |
| Rojo       | DNQ - No se clasificó              |
| Rojo       | DNPQ - No se preclasificó          |
| Negro      | DSQ - Descalificado                |
| Blanco     | DNS - No empezó                    |
| Blanco     | WD - Retirado                      |
| Blanco     | C - Carrera cancelada              |
| Azul claro | TD - Entrenamientos libres (2003-) |
| Sin color  | DNP - Inscrito, pero no participó  |
| Sin color  | INJ - Inscrito, pero lesionado     |
| Sin color  | EX - Excluido                      |

| Estado  | Resultado                                                                             |
| ------- | ------------------------------------------------------------------------------------- |
| Negrita | Pole position                                                                         |
| Cursiva | Vuelta rápida                                                                         |
| 1-8     | Posiciones puntuables de clasificación sprint (2021-)                                 |
| †       | No acabó el Gran Premio, pero fue clasificado ya que completó el porcentaje necesario |
| ‡       | Monoplaza compartido                                                                  |
| ~       | Se otorgó la mitad de puntos ya que no se cumplió con el 75% de la carrera            |
| ≠       | No obtuvo puntos ya que era piloto invitado                                           |
| F2      | Inscrito para carrera de Fórmula 2, no sumaba puntos                                  |

### Estadísticas del Campeonato de Pilotos
| Pos. | Piloto             | N.º | Puntos  | Victorias | Podios | Poles |
| ---- | ------------------ | --- | ------- | --------- | ------ | ----- |
| 1    | Alain Prost        | 1   | 72 (74) | 4         | 11     | 1     |
| 2    | Nigel Mansell      | 5   | 70 (72) | 5         | 9      | 2     |
| 3    | Nelson Piquet      | 6   | 69      | 4         | 10     | 2     |
| 4    | Ayrton Senna       | 12  | 55      | 2         | 8      | 8     |
| 5    | Stefan Johansson   | 28  | 23      |           | 4      |       |
| 6    | Keke Rosberg       | 2   | 22      |           | 1      | 1     |
| 7    | Gerhard Berger     | 20  | 17      | 1         | 2      |       |
| 8    | Michele Alboreto   | 27  | 14      |           | 1      |       |
| 9    | Jacques Laffite    | 26  | 14      |           | 2      |       |
| 10   | René Arnoux        | 25  | 14      |           |        |       |
| 11   | Martin Brundle     | 3   | 8       |           |        |       |
| 12   | Alan Jones         | 15  | 4       |           |        |       |
| 13   | Philippe Streiff   | 4   | 3       |           |        |       |
| 14   | Johnny Dumfries    | 11  | 3       |           |        |       |
| 15   | Patrick Tambay     | 16  | 2       |           |        |       |
| 16   | Riccardo Patrese   | 7   | 2       |           |        |       |
| 17   | Teo Fabi           | 19  | 2       |           |        | 2     |
| 18   | Christian Danner   | 17  | 1       |           |        |       |
| 19   | Philippe Alliot    | 26  | 1       |           |        |       |
| NC   | Piercarlo Ghinzani | 21  |         |           |        |       |
| NC   | Jonathan Palmer    | 14  |         |           |        |       |
| NC   | Thierry Boutsen    | 18  |         |           |        |       |
| NC   | Alessandro Nannini | 24  |         |           |        |       |
| NC   | Allen Berg         | 22  |         |           |        |       |
| NC   | Andrea de Cesaris  | 23  |         |           |        |       |
| NC   | Derek Warwick      | 8   |         |           |        |       |
| NC   | Eddie Cheever      | 16  |         |           |        |       |
| NC   | Elio de Angelis    | 8   |         |           |        |       |
| NC   | Huub Rothengatter  | 29  |         |           |        |       |
| NC   | Marc Surer         | 17  |         |           |        |       |
| NC   | Ivan Capelli       | 31  |         |           |        |       |
| NC   | Alex Caffi         | 22  |         |           |        |       |

### Campeonato de Constructores
| Pos. | Constructor            | N.º | BRA | ESP | SMR | MON | BEL | CAN | USE | FRA | GBR | GER | HUN | AUT | ITA | POR | MEX | AUS | Puntos |
| ---- | ---------------------- | --- | --- | --- | --- | --- | --- | --- | --- | --- | --- | --- | --- | --- | --- | --- | --- | --- | ------ |
| 1    | Williams-Honda         | 5   | Ret | 2   | Ret | 4   | 1   | 1   | 5   | 1   | 1   | 3   | 3   | Ret | 2   | 1   | 5   | Ret | 141    |
| 1    | Williams-Honda         | 6   | 1   | Ret | 2   | 7   | Ret | 3   | Ret | 3   | 2   | 1   | 1   | Ret | 1   | 3   | 4   | 2   | 141    |
| 2    | McLaren-TAG            | 1   | Ret | 3   | 1   | 1   | 6   | 2   | 3   | 2   | 3   | 6   | Ret | 1   | DSQ | 2   | 2   | 1   | 96     |
| 2    | McLaren-TAG            | 2   | Ret | 4   | 5   | 2   | Ret | 4   | Ret | 4   | Ret | 5   | Ret | 9   | 4   | Ret | Ret | Ret | 96     |
| 3    | Lotus-Renault          | 11  | 9   | Ret | Ret | DNQ | Ret | Ret | 7   | Ret | 7   | Ret | 5   | Ret | Ret | 9   | Ret | 6   | 58     |
| 3    | Lotus-Renault          | 12  | 2   | 1   | Ret | 3   | 2   | 5   | 1   | Ret | Ret | 2   | 2   | Ret | Ret | 4   | 3   | Ret | 58     |
| 4    | Ferrari                | 27  | Ret | Ret | 10  | Ret | 4   | 8   | 4   | 8   | Ret | Ret | Ret | 2   | Ret | 5   | Ret | Ret | 37     |
| 4    | Ferrari                | 28  | Ret | Ret | 4   | 10  | 3   | Ret | Ret | Ret | Ret | 11  | 4   | 3   | 3   | 6   | 12  | 3   | 37     |
| 5    | Ligier-Renault         | 25  | 4   | Ret | Ret | 5   | Ret | 6   | Ret | 5   | 4   | 4   | Ret | 10  | Ret | 7   | 15  | 7   | 29     |
| 5    | Ligier-Renault         | 26  | 3   | Ret | Ret | 6   | 5   | 7   | 2   | 6   | Ret | Ret | 9   | Ret | Ret | Ret | 6   | 8   | 29     |
| 6    | Benetton-BMW           | 19  | 10  | 5   | Ret | Ret | 7   | Ret | Ret | Ret | Ret | Ret | Ret | Ret | Ret | 8   | Ret | 10  | 19     |
| 6    | Benetton-BMW           | 20  | 6   | 6   | 3   | Ret | 10  | Ret | Ret | Ret | Ret | 10  | Ret | 7   | 5   | Ret | 1   | Ret | 19     |
| 7    | Tyrrell-Renault        | 3   | 5   | Ret | 8   | Ret | Ret | 9   | Ret | 10  | 5   | Ret | 6   | Ret | 10  | Ret | 11  | 4   | 11     |
| 7    | Tyrrell-Renault        | 4   | 7   | Ret | Ret | 11  | 12  | 11  | 9   | Ret | 6   | Ret | 8   | Ret | 9   | Ret | Ret | 5   | 11     |
| 8    | Lola-Ford              | 15  |     |     | Ret | Ret | 11  | 10  | Ret | Ret | Ret | 9   | Ret | 4   | 6   | Ret | Ret | Ret | 6      |
| 8    | Lola-Ford              | 16  |     |     |     | Ret | Ret | Ret | Ret | Ret | Ret | 8   | 7   | 5   | Ret | NC  | Ret | NC  | 6      |
| 9    | Brabham-BMW            | 7   | Ret | Ret | 6   | Ret | 8   | Ret | 6   | 7   | Ret | Ret | Ret | Ret | Ret | Ret | 13  | Ret | 2      |
| 9    | Brabham-BMW            | 8   | 8   | Ret | Ret | Ret |     | Ret | 10  | 9   | 8   | 7   | Ret | DNS | Ret | Ret | Ret | Ret | 2      |
| 10   | Arrows-BMW             | 17  | Ret | Ret | 9   | 9   | 9   |     | Ret | 11  | Ret | Ret | Ret | 6   | 8   | 11  | 9   | Ret | 1      |
| 10   | Arrows-BMW             | 18  | Ret | 7   | 7   | 8   | Ret | Ret | Ret | NC  | NC  | Ret | Ret | Ret | 7   | 10  | 7   | Ret | 1      |
| NC   | Zakspeed               | 14  | Ret | Ret | Ret | 12  | 13  | Ret | 8   | Ret | 9   | Ret | 10  | Ret | Ret | 12  | 10  | 9   | 0      |
| NC   | Zakspeed               | 29  |     |     | Ret | DNQ | Ret | 12  | DNS | Ret | Ret | Ret | Ret | 8   | Ret | Ret | DNS | Ret | 0      |
| NC   | Minardi-Motori Moderni | 23  | Ret | Ret | Ret | DNQ | Ret | Ret | Ret | Ret | Ret | Ret | Ret | Ret | Ret | Ret | 8   | Ret | 0      |
| NC   | Minardi-Motori Moderni | 24  | Ret | Ret | Ret | DNQ | Ret | Ret | Ret | Ret | Ret | Ret | Ret | Ret | Ret | NC  | 14  | Ret | 0      |
| NC   | Lola-Hart              | 15  | Ret | Ret |     |     |     |     |     |     |     |     |     |     |     |     |     |     | 0      |
| NC   | Lola-Hart              | 16  | Ret | 8   | Ret |     |     |     |     |     |     |     |     |     |     |     |     |     | 0      |
| NC   | Osella-Alfa Romeo      | 21  | Ret | Ret | Ret | DNQ | Ret | Ret | Ret | Ret | Ret | Ret | Ret | 11  | Ret | Ret | Ret | Ret | 0      |
| NC   | Osella-Alfa Romeo      | 22  | Ret | Ret | Ret | DNQ | Ret | Ret | Ret | Ret | Ret | 12  | Ret | Ret | NC  | 13  | 16  | NC  | 0      |
| NC   | AGS-Motori Moderni     | 31  |     |     |     |     |     |     |     |     |     |     |     |     | Ret | Ret |     |     | 0      |
| Pos. | Constructor            | N.º | BRA | ESP | SMR | MON | BEL | CAN | USE | FRA | GBR | GER | HUN | AUT | ITA | POR | MEX | AUS | Puntos |

| Color      | Resultado                          |
| ---------- | ---------------------------------- |
| Oro        | Ganador                            |
| Plata      | 2.º puesto                         |
| Bronce     | 3.er puesto                        |
| Verde      | Finalizó en los puntos             |
| Azul       | Finalizó sin puntos                |
| Azul       | NC - No clasificado                |
| Violeta    | Ret - No terminó                   |
| Rojo       | DNQ - No se clasificó              |
| Rojo       | DNPQ - No se preclasificó          |
| Negro      | DSQ - Descalificado                |
| Blanco     | DNS - No empezó                    |
| Blanco     | WD - Retirado                      |
| Blanco     | C - Carrera cancelada              |
| Azul claro | TD - Entrenamientos libres (2003-) |
| Sin color  | DNP - Inscrito, pero no participó  |
| Sin color  | INJ - Inscrito, pero lesionado     |
| Sin color  | EX - Excluido                      |

| Estado  | Resultado                                                                             |
| ------- | ------------------------------------------------------------------------------------- |
| Negrita | Pole position                                                                         |
| Cursiva | Vuelta rápida                                                                         |
| 1-8     | Posiciones puntuables de clasificación sprint (2021-)                                 |
| †       | No acabó el Gran Premio, pero fue clasificado ya que completó el porcentaje necesario |
| ‡       | Monoplaza compartido                                                                  |
| ~       | Se otorgó la mitad de puntos ya que no se cumplió con el 75% de la carrera            |
| ≠       | No obtuvo puntos ya que era piloto invitado                                           |
| F2      | Inscrito para carrera de Fórmula 2, no sumaba puntos                                  |

### Estadísticas del Campeonato de Constructores
| Pos. | Constructor            | Puntos | Victorias | Podios | Poles |
| ---- | ---------------------- | ------ | --------- | ------ | ----- |
| 1    | Williams-Honda         | 141    | 9         | 19     | 4     |
| 2    | McLaren-TAG            | 96     | 4         | 12     | 2     |
| 3    | Lotus-Renault          | 58     | 2         | 8      | 8     |
| 4    | Ferrari                | 37     |           | 5      |       |
| 5    | Ligier-Renault         | 29     |           | 2      |       |
| 6    | Benetton-BMW           | 19     | 1         | 2      | 2     |
| 7    | Tyrrell-Renault        | 11     |           |        |       |
| 8    | Lola-Ford              | 6      |           |        |       |
| 9    | Brabham-BMW            | 2      |           |        |       |
| 10   | Arrows-BMW             | 1      |           |        |       |
| NC   | Zakspeed               |        |           |        |       |
| NC   | Osella-Alfa Romeo      |        |           |        |       |
| NC   | Lola-Hart              |        |           |        |       |
| NC   | AGS-Motori Moderni     |        |           |        |       |
| NC   | Minardi-Motori Moderni |        |           |        |       |